# لويس سيفيرينو
لويس سيفيرينو هو لاعب كرة قاعدة دومينيكاني، ولد في 20 فبراير 1994 في Sabana de la Mar ‏ في جمهورية الدومينيكان.

## وصلات خارجية
- لويس سيفيرينو على موقع دوري كرة القاعدة الرئيسي (الإنجليزية)
- لويس سيفيرينو على موقعبيزبول رفرنس.كوم (الدوري الرئيسي) (الإنجليزية)
- لويس سيفيرينو على موقعبيزبول رفرنس.كوم (الدوري الثانوي) (الإنجليزية)
- لويس سيفيرينو على موقع إي إس بي إن.كوم (أم.أل.بي) (الإنجليزية)
- لويس سيفيرينو على موقع مشجعي الرسوم البيانية (الإنجليزية)